# Stenomacrus zaykovi
Stenomacrus zaykovi är en stekelart som beskrevs av Kolarov 1986. Stenomacrus zaykovi ingår i släktet Stenomacrus och familjen brokparasitsteklar. Inga underarter finns listade i Catalogue of Life.